# Apeadeiro de São João das Craveiras
O apeadeiro de São João das Craveiras é uma interface da Linha do Alentejo, que serve a localidade de São João das Craveiras, no concelho de Montijo, em Portugal.

## Descrição

### Localização e acessos

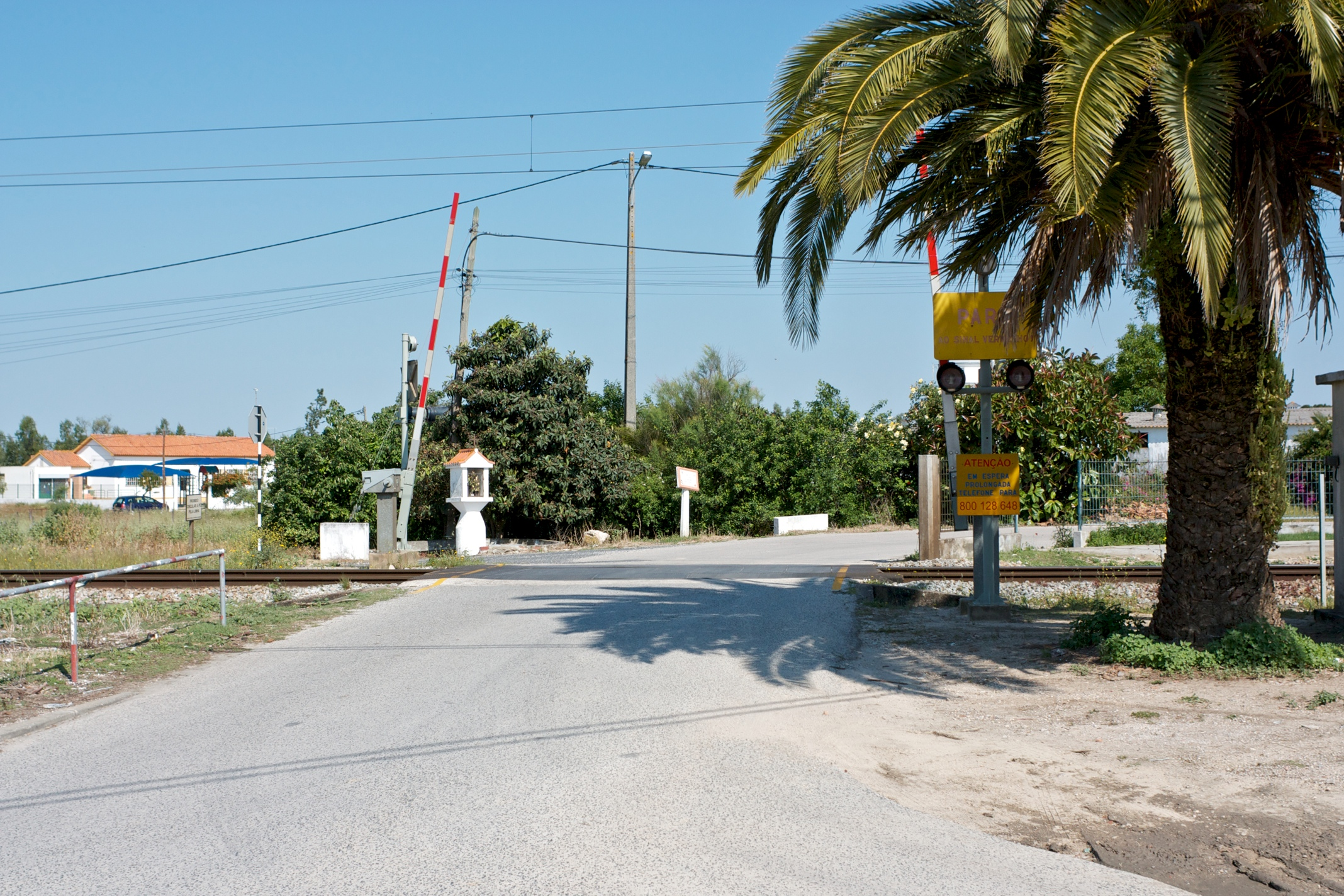
Passagem de nível contígua ao apeadeiro de São João das Craveiras, em 2011.

Esta interface situa-se na Rua António Ferreira Moleiro, entre as localidade de Craveira do Sul e Craveira do Norte, no extremo sul da freguesia de Pegões e do enclave excêntrico do concelho do Montijo, a curta distância da paragem de autocarro mais próxima, onde a Carris Metropolitana opera, desde 2022, uma carreira ligando esta interface a outros destinos na Península de Setúbal.

### Infraestrutura
Como apeadeiro numa linha de via única, esta interface tem uma só plataforma, que tem 35 m de comprimento e 88 cm de altura e se situa do lado noroeste da via (lado esquerdo do sentido ascendente, para Funcheira).

### Serviços
Em 2018, esta interface era utilizada por serviços Intercidades da operadora Comboios de Portugal.

## História
Este apeadeiro insere-se no lanço entre o Barreiro e Bombel da Linha do Alentejo, que entrou ao serviço em 15 de Junho de 1857.